# Marc Vervenne
Marc Vervenne (né le 16 avril 1949) est un théologien belge. Il devient recteur de la Katholieke Universiteit Leuven d'août 2005 à juillet 2009 après avoir remporté les élections au troisième tour le 24 mai 2005 en battant Rik Torfs avec 50,81 % contre 49,19 %. Avant cela, il est vice-recteur du groupe Sciences humaines. Le 3 décembre 2008, il annonce qu'il ne remplirait pas de second mandat. Le 1er août 2009, Mark Waere devient le nouveau recteur.

## Biographie
Né à Ypres, en Belgique, Marc Vervenne se forme d'abord au séminaire pour devenir prêtre, mais il abandonne en 1973. Il travaille ensuite dans l'industrie de la construction en tant que chauffeur de camion. Plus tard, il étudie la théologie à Louvain et en 1986, il obtient son doctorat en théologie. C'est un spécialiste de l'Ancien Testament. Il est chercheur invité aux universités de Lille (France) et de Kinshasa (Congo).